# Aboukir Bay
Pour les articles homonymes, voir Aboukir (homonymie).
L’Aboukir Bay est un navire cargo à propulsion mixte, vapeur et gréé en trois-mâts barque, construit en 1883 par la compagnie Russel & Co à Greenock (Écosse). Le matériau de construction était le fer. Long d'un petit peu plus de 65 mètres et large de plus de 10 mètres, il appartenait à une famille de bateaux qui construits à 12 exemplaires entre 1881 et 1886 dont l’Earlscourt construit en 1885. Il jaugeait 1 116,59 tonneaux.

## Le bateau
L’Aboukir Bay avait son port d'attache à Glasgow et faisait partie de la flotte de MM. John S. Hatfield et Cameron & Co.
Il faisait partie de ces grands voyageurs qui assuraient la liaison entre l'Europe et l'Amérique du Sud.
Il avait chargé une cargaison de nitrate de soude à Iquique situé au nord du Chili près de la frontière du Pérou, ce qui explique les pièces de monnaie péruvienne trouvées sur les corps des victimes. Après le passage du cap Horn (le canal de Panama n'existait pas encore) et une remontée de l'Atlantique, il fit route vers l'Europe du Nord où il devait décharger sa cargaison à Rotterdam.

## Le naufrage
Sur les côtes bretonnes et en Manche, soufflait en ce milieu de novembre 1893 une tempête décrite comme très violente (une des plus fortes de mémoire d'homme).

Dans l'après-midi du 18 novembre, on pouvait apercevoir de la côte de la baie de Morlaix, un grand trois-mâts au large, faisant des appels de détresse. La nuit tomba rapidement mais personne ne put se porter au secours du navire. 

À l'entrée de la baie de Morlaix, un peu à l'est du plateau des Duons, le bateau (ayant un tirant d'eau de 6,30 mètres) pourrait avoir heurté la roche du Rater dont la carte dit qu'elle se trouve au minimum à 5,30 mètres sous la surface, ou plus probablement la « basse nord-est du Pot-de-fer », situé à une profondeur de seulement 0,60 m. Mais il peut aussi avoir coulé sans talonner, du simple fait des conditions de mer. Dès lors, l'équipage mouilla une des ancres avec toute sa chaîne pour placer le navire bout au vent. Mais terriblement alourdi par l'eau qui s'engouffrait par la voie d'eau, le navire s'enfonça dans les eaux. C'est au bout de cette chaîne que l’Aboukir Bay repose aujourd'hui.
La position de l'épave est signalée sur les cartes marines aux coordonnées 48° 43′ 46″ N, 3° 53′ 05″ O.
L'équipage, hors le capitaine, était composé de 18 hommes. Les 19 corps ont été retrouvés sur les côtes de la baie de Morlaix (3 à Taulé, 4 à Plouezoc'h et 12 à Carantec).

« La tempête qui sévissait depuis trois jours et qui, de l'avis des marins, a dépassé en horreur tout ce qu'on avait vu depuis longtemps, s'est enfin apaisée. Mais on signale des sinistres de toute part. (...) Le consul anglais a été avisé que les débris venant de l’Aboukir-Bay, trois-mâts barque en fer de 1 100 tonneaux, du port de Glasgow, ont été recueillis à l'embouchure de la rivière de Morlaix. Ce navire a été vu dans une situation désespérée en face du fort du Taureau. Il lançait des fusées pour appeler au secours ; mais en raison de l'état de la mer qui était absolument démontée on ne pouvait tenter de l'aborder. Hier, huit cadavres ont été trouvés à Carantec. Huit autres ont été rejetés par la mer, entre Locquénolé et le Dourduff. Ils avaient été roulés sur des rochers et étaient horriblement mutilés. Tous portaient d'énormes bottes et des vêtements de toile peinte qui ont dû les gêner ans leurs mouvements. Sur l'un d'eux, on a retrouvé une photographie représentant un groupe de 18 matelots dont plusieurs se trouvaient parmi les cadavres recueillis. »

## La polémique liée à l'inhumation des victimes
Le journal La Lanterne rapporte, dans son édition du 14 décembre 1893, le refus du maire et du curé de Carantec d'inhumer correctement les corps des naufragés. Ceux-ci puisque supposées anglais ou américains, donc de culte protestant, ne reçurent semble-t-il, aucun soin entre leur récupération sur les plages et leur inhumation dans un terrain vague sans linceul ni cercueil. Ce traitement scandalisa la population locale.